# Pyronota pallida
Pyronota pallida är en skalbaggsart som beskrevs av Thomas Broun 1893. Pyronota pallida ingår i släktet Pyronota och familjen Melolonthidae. Inga underarter finns listade i Catalogue of Life.